# Адамитство
Адамитството е християнско религиозно течение, съществувало през 2-4 век в Северна Африка и възстановено през 13-15 век в Европа.
Адамитите се обявяват за връщане към първичната невинност на хората от преди изгонването на Адам и Ева от Рая. Според наличните сведения, те отричат брака и социалните норми, твърдят, че действията на хората не могат да бъдат определяни като добри или лоши, и практикуват нудизъм при религиозните си церемонии.
За съществуването на сектата на адамитите в Северна Африка споменават Теодорет, Епифаний и Августин. Няма сведения за нейната численост, а след 4 век тя изглежда изчезва.
Макар че не е ясна връзката им с първоначалната секта, след 13 век отделни религиозни групи в Европа възприемат някои адамитски практики. Такива са Братството на свободния дух в Нидерландия и таборитите в Чехия, а по-късно и бегардите в Германия. Навсякъде те се сблъскват с твърдата съпротива на по-традиционните църкви. Привърженици на адамитството се появяват и в България в средата на 14 век, като през 1350 някои от водачите им Лазар и Теодосий са принудени да се отрекат от учението си по време на църковен събор в Търново. В Чехия сектата е практически унищожена през 1421 от хуситския водач Ян Жижка.